# Запорожье (аэропорт)
Международный аэропорт Запоро́жье (укр. Міжнародний аеропорт Запоріжжя; ИАТА: OZH, ИКАО: UKDE) — международный аэропорт города Запорожье (Украина). Работает в круглосуточном режиме. Расположен в черте города к востоку на расстоянии около 15 км от центральной части Запорожья по Донецкому шоссе. Эксплуатантом аэропорта является коммунальное предприятие «Международный аэропорт Запорожье». Пассажиропоток аэропорта в 2021 году составил 617,5 тыс. человек. Имеет две взлётно-посадочные полосы (армобетонную и грунтовую). С 24 февраля 2022 года закрыт в связи с вторжением России на Украину. Разрушен ракетной атакой российских войск 26 мая 2024 года.

## Характеристики
Аэропорт Запорожье относится к категории региональных аэропортов Украины класса «B», индекс воздушных судов «6» (код 4C).
В состав КП «Международный аэропорт Запорожье» входит аэродром, содержащий в себе искусственную и грунтовую взлетно-посадочные полосы оборудованные светосигнальным оборудованием и радиотехническими средствами посадки, рулежные дорожки, перрон для стоянки воздушных судов; аэровокзальный комплекс, включающий в себя здание аэровокзала и пассажирский терминал для внутренних авиалиний; административные и технологические здания и сооружения; коммуникации и сети инфраструктуры.
Аэродром способен принимать самолёты Ан-124 «Руслан», Ил-76 (с ограничениями по массе), Ту-154 и все более лёгкие, а также вертолёты всех типов. Основная бетонная ВПП 02/20 класса В имеет квалификационное число (PCN) 33/R/B/X/T, светосигнальное оборудование «Луч-4У».
Грунтовая ВПП 02/20 способна принимать в сухую погоду самолёты с давлением в шинах до 10 атм. Ранее на аэродроме эксплуатировалась ещё одна бетонная ВПП 09/27 (размеры 1300х40 м), ныне она используется как рулёжная дорожка и места стоянок для самолётов Ил-76.
Аэропорт расположен в 15 км от центра города Запорожье, в 250 м от железнодорожной магистрали Харьков-Симферополь и в 350 м от автострады Запорожье-Донецк, имеет подъездные пути к складу ГСМ, который расположен в пределах аэропорта, что дает возможность к созданию большого мультимодального логистического центра по перевозке и хранению грузов со строительством грузового терминала на базе аэропорта Запорожья.
По состоянию на 2011 год на предприятии работало приблизительно 300 человек и ещё приблизительно полторы тысячи связаны с работой аэропорта. В мае того же года было проведено сокращение численности работников на четверть.
Базирующиеся авиакомпании: «Мотор Сич», «Константа», «УАТК МО», «Универсал-авиа».
До аэропорта можно добраться на маршрутных такси № 3, 4, 35, 37.

## Обслуживающие компании
По состоянию на 2020 год аэропорт обслуживали следующие компании:
| КП «Міжнародний аеропорт Запоріжжя»   | - Поисковое, аварийно-спасательное и противопожарное обеспечение - Обслуживание пассажиров и багажа - Обеспечение спецтранспортом - Наземное администрирование - Обслуживание на перроне |
| ТОВ «Запорізька хендлінгова компанія» | - Авиатопливообеспечение - Наземное администрирование - Обслуживание пассажиров и багажа                                                                                                 |
| ТОВ «Авіа-Сервіс»                     | - Загрузка\разгрузка бортпитания |
| ТОВ «Українська хендлінгова компанія» | - Наземное администрирование - Обслуживание пассажиров и багажа - Обслуживание на перроне                                                                                                |
| ТОВ «Колумбус Хендлінг»               | - Наземное администрирование |
| ТОВ «Вантажний термінал Запоріжжя»    | - Обслуживание грузов и почты |

## История

### Военная авиация в Запорожье
- В 1931 году в Запорожье базировалась 70-я тяжёлая бомбардировочная авиационная эскадрилья, которая, однако уже в 1932 году была переброшена на Дальний Восток[12][13].
- В сентябре 1939 года на аэродроме «Мокрое» сформирован 69-й истребительный авиационный полк в составе 4-х эскадрилий на самолётах И-16 из истребительных авиаэскадрилий 3-й и 7-й авиабригад 3-й авиационной армии особого назначения[14].
- На аэродроме «Мокрое» в 1960—1997 годах дислоцировался 338-й военно-транспортный авиационный полк (в/ч 22650). Полк вошёл в состав 6-й гвардейской авиационно-транспортной дивизии и, в частности, выполнял специальные задания на территории других государств — в Лаосе, Вьетнаме, Венгрии, Йемене, Египте (дважды), Анголе, Эфиопии, Чехословакии, Афганистане[15][16].
- На аэродроме «Мокрое» с 1945 года базировался 738-й истребительный авиационный полк (в/ч 42107)[17] на самолётах Spitfire IX (до 1949 г.), Як-15 (с 1949 по 1952), МиГ-15 (с 1952 по 1956), Як-25М (с 1956 по 1965, одна эскадрилья), МиГ-17 (с 1956 по 1965, две эскадрильи), Як-28П (с 1965 по 1982) и МиГ-25ПД (с 17.07.1982 по 09.11.1990). Полк расформирован 9 ноября 1990 года на аэродроме[18][19].
- с 5 февраля 1946 года на аэродром «Мокрое» с аэродрома Стрый Львовской области перебазирован 631-й истребительный авиационный полк ПВО на самолётах Як-9, который вошел в состав 127-й истребительной авиационной дивизии ПВО 21-й воздушной истребительной армии ПВО Юго-Западного округа ПВО. 13 июня 1946 года полк расформирован на аэродроме[20][21].

### История гражданского аэропорта
История Запорожского аэропорта отсчитывается с 15 октября 1943 года, на следующий день после освобождения города от немецкой оккупации. В этот день был издан приказ по Гражданскому воздушному флоту об открытии аэропорта на восточной городской окраине.
После войны аэропорт восстановил свою работу в 1945 году. Тогда работали ежедневные рейсы по сообщению с Москвой (с посадкой в Харькове полёт длился 4 часа 30 минут). В полдень самолёты прибывали из Москвы на Симферополь. Было открыто также регулярное воздушное сообщение со столицей Украины — Киевом.
На нынешнее место аэропорт переместили в начале 1960-х годов: тогда гражданским авиаторам разрешили использовать взлётно-посадочную полосу совместно с военными. Со временем начали строить здания и сооружения, а в 1965 г. сдали в эксплуатацию аэровокзал. До начала 1990 г. это был один из главных аэропортов Украины, экипажи выполняли регулярные рейсы практически во все города СССР, включая отдалённые Хабаровск, Новосибирск, Ленинград, Ригу, Таллин, Баку. В 1990 г. число пассажиров достигло 839 тыс. человек. В начале 1990-х годов Запорожский аэропорт обслуживал до 500 тыс. пассажиров в год. В конце 1990-х гг. аэропорт пришёл в упадок в связи с общей экономической ситуацией в стране. Например, в 1997 году было обслужено 53 тыс. пассажиров, а в 2011 г. было обслужено 56 тыс. пассажиров. Среди причин — существенный износ взлётно-посадочной полосы, невозможность обеспечить надлежащее качество обслуживания пассажиров из-за старого терминала, неполное соответствие определённым международным техническим требованиям.
Основная взлётно-посадочная полоса с искусственным покрытием была передана на баланс аэропорта от Министерства обороны в 2001 году при поддержке облгосадминистрации.
Государственное предприятие «Аэропорт Запорожье» было создано 1 июня 1994 в результате реорганизации Запорожского авиапредприятия (возникшего в 1964 году). В состав ГП «Аэропорт Запорожье» входил и Бердянский аэропорт.
В 2010 г. заявлено о передаче аэропорта в собственность города. В декабре 2012 года Министр инфраструктуры Украины подписал приказ, согласно которому определён порядок передачи имущественного комплекса ГП в коммунальную собственность города.
6 февраля 2013 года был подписан акт приёма-передачи от Министерства инфраструктуры Украины властям города Запорожье.
В 2013 году была утверждена городская целевая программа обеспечения бесперебойной работы аэропорта. В том же году было выделено 8,05 млн грн (из них 7,7 млн городским советом) для погашения задолженностей по заработной плате и энергоресурсам, ремонту.
С 13 по 24 декабря 2014 года аэропорт был закрыт в связи с запретом на полеты установленным Госавиаслужбой Украины на основании информации о наличии у боевиков ракетных комплексов класса «земля-воздух».
С 2 сентября по 22 октября 2019 г. аэропорт был закрыт. За это время было капитально отремонтировано покрытие: 55 тыс. м² ВПП, 27,4 тыс. м² рулежной дорожки, 54,2 тыс. м² перрона. Общая стоимость ремонта составила 309 млн грн. ($13 млн).

## Новый терминал, реконструкция
Предпосылки
Бетонная ВПП 02/20 капитально ремонтировалась в 1982 году, здание аэровокзала капитально не обновлялось с момента постройки в 1965 году. В 2008 году было выделено 3 млн грн. на проект реконструкции. Согласно проекту института «Украэропроект» стоимость реконструкции лётной зоны (ремонт взлётно-посадочной полосы, рулёжных дорожек, замена свето-сигнального оборудования) составляет 528 млн грн. Все эти работы планировались в рамках подготовки Украины к Евро-2012 и Запорожье рассматривалось как место размещения болельщиков для соседнего Днепропетровска. Однако Днепропетровск не вошёл в список городов принимающих Евро-2012, а следовательно проект реконструкции был свёрнут.
В 2011 году была озвучена необходимость строить новый терминал, стоимость которого может достигать 25 млн долларов. Среди других планов рассматривался вариант строительства временного терминала (к 2015 году). По оценкам гендиректора аэропорта Бискупского реконструкция и улучшение условий должны привести к весомому приросту количества пассажиров, поскольку около трети пассажиров днепропетровского аэропорта — это упущенные возможности аэропорта запорожского.
План 2016 года
В 2016 году на пресс-конференции с участием городского главы и губернатора предприятием «Транс-Аэрохендлинг Запорожье» был презентован план реконструкции аэропорта. Работы планировалось начать в октябре 2016 года, с ожидаемой датой ввода в эксплуатацию в 2017 году. После долгих переговоров было принято решение о создании компактного терминала двух уровней с привокзальной площадью и общей площадью около 9 тыс. м². Пропускная способность планируется до 400 человек в час c 8-ю стойками регистрации. За основу был взят терминал «D» аэропорта Киев (Жуляны). На втором этаже предполагается размещение гостиницы, кафе, магазина беспошлинной торговли и конференц-зала. Если возникнет необходимость, будет рассмотрен вариант блочного расширения. Предварительная оценка стоимости строительства составляет 450—500 млн грн. Глава города отметил, что есть потенциальный инвестор для реконструкции. В 2017 году был подписан договор с ООО «Альтис-Констракшн» на строительство нового пассажирского терминала стоимостью 530 миллионов гривен.
Утверждённый городским советом проект 2019 года
В апреле 2019 года на сессии горсовета был утверждён проект строительства терминала и обслуживающих сооружений на сумму 1,085 млрд гривен. Строительство терминала, площадью более 12,5 тыс. м² и пропускной способностью 400 человек в час, было окончено 28 декабря 2019 года. Ввод в эксплуатацию объекта был назначен на конец марта 2020 г. На строительство терминала горсоветом было одобрено взять кредит 400 млн гривен на 5 лет под гарантии города.
Проект новой взлётно-посадочной полосы
В 2018 году городской голова Владимир Буряк встретился с премьер-министром Владимиром Гройсманом, подняв вопрос о строительстве новой взлётно-посадочной полосы ориентировочной стоимостью 1,2 млрд гривен.
Вторжение России на Украину (с 2022)
24 февраля 2022 года Украина закрыла воздушное пространство из за российского вторжения.
27 февраля 2022 года по аэродрому «Запорожье» и «Николаев».
26 мая 2024 года российской армией был нанесён удар по терминалу аэропорта ракетой X-59.

## Авиакомпании-партнёры
Следующие авиакомпании являются партнёрами аэропорта:
- Международные авиалинии Украины
- Мотор Сич
- Azur Air Ukraine
- Windrose Airlines
- LOT (авиакомпания)
- SkyUp
- Pegasus Airlines
- Turkish Airlines
- Wizz Air
- Austrian Airlines
- Air Ocean Airlines

## Статистика
| Год  | Всего | Внутренние рейсы | Внешние рейсы |
| ---- | ----- | ---------------- | ------------- |
| 1990 | 839   |                  |               |
| 1995 | 82    | 29               | 53            |
| 1996 | 63    | 21               | 42            |
| 1997 | 53    | 19               | 34            |
| 2000 | 30,3  |                  |               |

| Год  | Пассажиров, тыс. человек | Пассажиров, тыс. человек | Пассажиров, тыс. человек | Грузов и почты, тонн | Грузов и почты, тонн | Грузов и почты, тонн |
|      | всего                    | внутренние рейсы         | внешние рейсы            | всего                | внутренние рейсы     | внешние рейсы        |
| ---- | ------------------------ | ------------------------ | ------------------------ | -------------------- | -------------------- | -------------------- |
| 1999 | 19,5                     | 8,6                      | 10,9                     | 106,3                | 4,4                  | 101,9                |
| 2000 | 18,4                     | 6,8                      | 11,6                     | 42,5                 | 5,5                  | 37,0                 |
| 2001 | 20,1                     | 7,4                      | 12,7                     |                      |                      |                      |

| \| Год \| Пассажиропоток (тыс. человек) \| Грузопоток (тонн) \| Всего полётов (вылетов и прилётов) \| Вылетов \| Источники \| \| ---- \| ----------------------------- \| ----------------- \| ---------------------------------- \| ------- \| ---------------- \| \| 2004 \| 58,424 \| 976,1 \| \| 1751 \| [50] \| \| 2005 \| 90,232 \| 1641 \| 3158 \| 1618 \| [50][51] \| \| 2006 \| 110,810 \| 1789,2 \| 3874 \| 2032 \| [50][51] \| \| 2007 \| 118,463 \| 2034,1 \| 3629 \| 1917 \| [50][52] \| \| 2008 \| 63,596 \| 2221 \| 3748 \| 2014 \| [50][53][54][55] \| \| 2009 \| 33,960 \| 2068 \| \| 1350 \| [53][54][56] \| \| 2010 \| 33,386 \| 693 \| 2844 \| 1483 \| [56][57][58] \| \| 2011 \| 56,9 \| \| 3023 \| \| [58][59] \| \| 2012 \| 56,788 \| 573,1 \| 2762 \| 1488 \| [31][60][61] \| \| 2013 \| 79,845 \| 731,3 \| 3184 \| 1936 \| [31][61] \| \| 2014 \| 75,4 \| \| \| 1629 \| [62][63][64] \| \| 2015 \| 128,104 \| 2100 \| \| 2102 \| [65][66][67][68] \| \| 2016 \| 275,421 \| 3400 \| \| 2407 \| [69][3][70] \| \| 2017 \| 348,438 \| \| 5812 \| 3100 \| [64][71][72][73] \| \| 2018 \| 400,326 \| \| 6936 \| 3260 \| [73][74][75] \| \| 2019 \| 434,063 \| \| 5914 \| 2993 \| [76][77][78] \| \| 2020 \| 326,217 \| \| 4087 \| 2062 \| [79][80][81] \| \| 2021 \| 617,518 \| \| 6815 \| 3439 \| [2][82] \| |                               | Графики недоступны из-за технических проблем. См. информацию на Фабрикаторе и на mediawiki.org. Данные из запроса в Викиданные. |                                    |         |                             |
| Год | Пассажиропоток (тыс. человек) | Грузопоток (тонн) | Всего полётов (вылетов и прилётов) | Вылетов | Источники                   |
| 2004 | 58,424                        | 976,1 |                                    | 1751    | [ 50 ]                      |
| 2005 | 90,232                        | 1641 | 3158                               | 1618    | [ 50 ] [ 51 ]               |
| 2006 | 110,810                       | 1789,2 | 3874                               | 2032    | [ 50 ] [ 51 ]               |
| 2007 | 118,463                       | 2034,1 | 3629                               | 1917    | [ 50 ] [ 52 ]               |
| 2008 | 63,596                        | 2221 | 3748                               | 2014    | [ 50 ] [ 53 ] [ 54 ] [ 55 ] |
| 2009 | 33,960                        | 2068 |                                    | 1350    | [ 53 ] [ 54 ] [ 56 ]        |
| 2010 | 33,386                        | 693 | 2844                               | 1483    | [ 56 ] [ 57 ] [ 58 ]        |
| 2011 | 56,9                          | | 3023                               |         | [ 58 ] [ 59 ]               |
| 2012 | 56,788                        | 573,1 | 2762                               | 1488    | [ 31 ] [ 60 ] [ 61 ]        |
| 2013 | 79,845                        | 731,3 | 3184                               | 1936    | [ 31 ] [ 61 ]               |
| 2014 | 75,4                          | |                                    | 1629    | [ 62 ] [ 63 ] [ 64 ]        |
| 2015 | 128,104                       | 2100 |                                    | 2102    | [ 65 ] [ 66 ] [ 67 ] [ 68 ] |
| 2016 | 275,421                       | 3400 |                                    | 2407    | [ 69 ] [ 3 ] [ 70 ]         |
| 2017 | 348,438                       | | 5812                               | 3100    | [ 64 ] [ 71 ] [ 72 ] [ 73 ] |
| 2018 | 400,326                       | | 6936                               | 3260    | [ 73 ] [ 74 ] [ 75 ]        |
| 2019 | 434,063                       | | 5914                               | 2993    | [ 76 ] [ 77 ] [ 78 ]        |
| 2020 | 326,217                       | | 4087                               | 2062    | [ 79 ] [ 80 ] [ 81 ]        |
| 2021 | 617,518                       | | 6815                               | 3439    | [ 2 ] [ 82 ]                |

## Галерея
- Внутренние помещения
- Главный зал в новом терминале
- Старый терминал
- Взлётно-посадочная полоса